# Comostola meritaria
Comostola meritaria is een vlinder uit de familie van de spanners (Geometridae). De wetenschappelijke naam werd gepubliceerd in 1861 door Walker.